# Hermann Berchtold
Hermann Friedrich Richard Berchtold (* 5. Juli 1899 in Weilheim in Oberbayern; † nach 1945) war ein deutscher Offizier und SA-Führer, zuletzt im Rang eines SA-Gruppenführers.

## Leben

### Frühe Jahre
Berchtold war ein Sohn des Münchener Rechtsanwalts Karl Berchtold und seiner Ehefrau Johanna, geb. Fahrig. In seiner Jugend besuchte er ein humanistisches Gymnasium. Angaben zu der Frage einer naheliegenden Verwandtschaft von Hermann Berchtold und dem späteren SS-Chef Joseph Berchtold, der wie er in München aufwuchs, sind in der vorliegenden Literatur nicht zu finden.
Berchtold nahm ab 1917 als Fahnenjunker in der bayerischen Armee am Ersten Weltkrieg teil. 1919 legte er das Notabitur ab und trat anschließend in ein Freiwilligenbataillon ein, mit dem er sich an der Niederschlagung von kommunistischen Aufständen in Südbayern beteiligte. Im Mai 1919 wurde Berchtold als Zeitfreiwilliger von der Reichswehrbrigade 21 beim Schützenregiment 41 übernommen, bei dem er bis November 1919 als Zugführer tätig war. Nachdem er noch einige Monate in der Abwicklungsstelle in Bad Kissingen verbrachte wurde er im Mai 1920 als Leutnant verabschiedet.

### Verwicklung in Fememorde (1921)
In den frühen 1920er Jahren engagierte Berchtold sich in der bayerischen Einwohnerwehr. Außerdem betätigte er sich in von ehemaligen Offizieren dominierten rechtsextremistischen Geheimorganisationen. In diesem Zusammenhang war er in zahlreiche Fememorde verwickelt: Im Herbst 1920 versteckte er seinen Freund Hans Schweighart, der wegen eines politischen Mordes von den Behörden gesucht wurde, vor der Polizei und unterstützte ihn bei seiner Flucht ins Ausland. Während Schweighart sich in den folgenden Monaten vor den Nachstellungen der deutschen Behörden in Österreich verborgen hielt, hielt Berchtold ihn über die Entwicklung der ihn betreffenden Angelegenheiten auf dem Laufenden. Außerdem verschaffte er ihm Geld und falsche Ausweispapiere.
Im Laufe des Jahres 1921 entstand bei den bayerischen Behörden der Verdacht, dass Berchtold an den Fememorden an dem Dienstmädchen Maria Sandmayr und dem Kellner Hans Hartung beteiligt gewesen war. Nachweislich nahm er zumindest an der Autofahrt mehrerer Angehöriger der Einwohnerwehr teil, bei der Hartung ermordet wurde. Zu einer Verhaftung und Vernehmung Berchtold konnte es jedoch nicht mehr kommen, da Berchtold zuvor, etwa im Mai 1921, nach Schlesien gegangen war, um dort als Angehöriger des oberschlesischen Selbstschutzes an den dortigen Grenzkämpfen deutscher Freiwilligenverbände gegen polnische Freischärler zu beteiligen. Von Schlesien kam Berchtold im September 1921 nach Österreich, wo er Schweighart besuchte. Nachdem Schweighart von den Behörden am 12. Oktober 1921 in Innsbruck verhaftet wurde, verdächtigte Berchtold einen gewissen Wilhelm Hörnlein – ein vermeintlicher politischen Gesinnungsfreund, mit dem Berchtold und Schweighart in Österreich zusammengetroffen waren – Schweigharts Aufenthaltsort als Spitzel den Behörden mitgeteilt zu haben. Zusammen mit Hörnlein zog Berchtold auf der Flucht vor der Polizei einige Tage durch Österreich, bevor sie sich schließlich in einem Gasthaus bei Judenburg einquartierten. Hörnleins Leiche wurde schließlich am 31. Oktober in einem Wald bei Judenburg aufgefunden. Die ermittelnde Justiz kam zu dem Ergebnis, dass Berchtold den arglosen Hörnlein während eines gemeinsamen Spaziergangs im Wald beim Verrichten seiner Notdurft angeschossen und den Fliehenden schließlich, nachdem dieser stürzte, am Boden liegend aus nächster Nähe in den Kopf schoss. Seit Ende 1921 war Berchtold vollkommen von der Bildfläche verschwunden. Wahrscheinlich hielt er sich in Spanien auf.

### Rückkehr nach Deutschland und Betätigung in der NS-Bewegung
Im November 1930 stellte das Landgericht München I das Verfahren gegen Berchtold wegen der Ermordung des Hans Hartung ein, da man von einem politischen Motiv ausging, womit die Tat unter das Amnestiegesetz von 1928 fiel. 
Kurz danach stellten die Rechtsanwälte Karl Kohl und Walter Luetgebrune für Berchtold den Antrag, die gegen ihn laufenden Verfahren einzustellen, wobei sie sich auf das Amnestiegesetz von 1928 beriefen. In dem nachfolgenden Schriftwechsel gaben die Anwälte zudem einige Details über die Ermordung der Maria Sandmayr und des Hörnlein an die Behörden weiter, die ihr Mandant ihnen mitgeteilt hatte. Berchtold bekundete sogar ausdrücklich, dass er der Täter in diesen beiden Fällen gewesen sei.
Die Forschung hat allerdings darauf hingewiesen, dass diese Selbstbezichtigungen nicht notwendigerweise zutreffen müssen, sondern dass sie auch taktischer Natur gewesen sein könnten: Da Berchtold sich damals im Ausland aufhielt war er für den Fall, dass sein Amnestieantrag nicht bewilligt würde, vor dem Zugriff der Behörden ziemlich sicher, so dass er auch die Verantwortung für Dinge auf sich nehmen konnte, die er womöglich nicht begangen hatte. Sein ehemaliger Kollege Schweighart hielt sich hingegen in Bayern auf, so dass er der Gefahr ausgesetzt war, im Falle einer Nichtbewilligung der Amnestie gegen Berchtold sofort verhaftet zu werden, wenn dieser in seinen Tatschilderungen eine mögliche Täterschaft Schweigharts angegeben hätte und von sich selbst nur als Mittäter gesprochen hätte. 
1931 kehrte Berchtold schließlich nach Deutschland zurück. Zum 1. Dezember 1931 trat er in die NSDAP ein (Mitgliedsnummer 754.024). In die SA war er bereits zum 1. November 1931 eingetreten. Kurze Zeit darauf wechselte er in die SS, in der er sich bis 1933 innerhalb des Sicherheitsdienstes (SD) betätigte, bevor er, nach Reibereien mit Reinhard Heydrich im Sommer 1933 in die SA zurückkehrte.

### NS-Zeit
1933 wurde Berchtold mit dem Amt eines Sonderbevollmächtigten des Obersten SA-Führers für Württemberg und Hohenzollern und als Leiter der SA-Brigade 55 betraut. Im Sommer 1934 wurde er auf Veranlassung Heydrichs für einige Wochen in Schutzhaft genommen, die er in unterschiedlichen Konzentrationslagern verbrachte, bevor er im September 1934 wieder in Freiheit gelangte.
In der SA erreichte Berchtold 1937 den Rang eines SA-Brigadeführers und am 9. November 1942 den Rang eines SA-Gruppenführers. Laut Unterlagen des österreichischen Staatsarchivs war Hermann Berchtold als SA-Brigadeführer 1938 an der Arisierung und des Lederer Konzerns beteiligt, in dessen Folge die Familie Lederer enteignet und Angehörige der Familie ins Konzentrationslager verschleppt und ermordet wurden. Berchtold war dabei mit der zeitweisen Vertretung der Verwaltung und Abwicklung der zum Konzern gehörigen Firmen betraut, vor allem der Jungbunzlauer Spiritus, Stärke und Dextrinfabriken GesmbH und lg. Lederer OHG Wien. Er war auch aktiv an der Liquidation der privaten Kunstsammlung der Familie Lederer beteiligt, die als die bedeutendste und umfangreichste private Sammlung von Werken von Gustav Klimt betrachtet wird. Daneben übernahm er führende Stellungen in einem Lederkonzern und in der Wiener Genossenschaftszentralbank für die Ostmark. 

### Nachkriegszeit
Berchtolds Verbleib nach Kriegsende ist ungeklärt. In den Akten des Österreichischen Staatsarchivs wird er für die Zeit nach Kriegsende als geflohen mit unbekanntem Aufenthalt geführt. Dort wird er auch als „23facher Fememörder“ und „schwerer Schädiger des Konzerns“ bezeichnet.